# Катеринівка (Черкаський район)
Катери́нівка — село у Черкаському районі Черкаської області, підпорядковане Кам'янській міській громаді. Розташоване за 25 км на південний захід від центру громади — міста Кам'янки та за 2 км від залізничної станції Сердюківка. Населення 520 чоловік, 252 двори (на 2007 рік).

## Географія
У селі бере початок річка Березівка.

## Історія
Село засноване в кінці XVII століття в урочищі, що було поросле березами, відтак названо Березівка. В кінці XVIII століття воно дісталось доньці поміщика Бороздіна Катерині й було перейменовано на Катеринівку.
Станом на 1885 рік у колишньому власницькому селі Телепинської волості Чигиринського повіту Київської губернії мешкало 708 осіб, налічувалось 111 дворових господарств, існували православна церква, школа та постоялий будинок.
За переписом 1897 року кількість мешканців зросла до 941 особи (471 чоловічої статі та 470 — жіночої), з яких всі — православної віри.
У 1927 році в селі організовано сільськогосподарську артіль ім. Ворошилова, яка розпалась у 1932–1933 роках. У 1934 році в селі організовано ТСОЗ «Новий побут», яке у 1937 році перейменовано на колгосп «Новий побут», що проіснував до 1992 року, а в 1992 році реорганізовано в колективне сільськогосподарське підприємство КСП «Новий побут». У 1999 році КСП «Новий побут» реорганізовано в сільськогосподарський колектив «Катеринівка». У 2000 році під час розпаювання майна
господарство занепало й натомість утворено ТОВ «Катеринівка».

## Сучасність
На сьогодні в селі діє філія ТОВ «Інвестагропром». У селі працює Будинок культури, у якому знаходиться бібліотека. На території села працюють три магазини, два приватні і магазин РайСТ, загальноосвітня школа ІІ ступеня, фельдшерсько-акушерський пункт, поштове відділення зв'язку.
У Катеринівській сільській раді зареєстровано два фермерські господарства, зокрема С. М. Губенко та В. М. Козового, приватне підприємство з риборозведення С. А. Яхненка.

## Уродженці
- Кошелев Василь Володимирович (1997—2022) — старший солдат Збройних Сил України, учасник російсько-української війни, що загинув у ході російського вторгнення в Україну в 2022 році.